# Sh2-77
Sh2-77 est une nébuleuse en émission visible dans la constellation de l'Aigle.
Elle est observée dans la partie centrale de la constellation, à environ 7° au sud de l'étoile brillante Altaïr (α Aquilae). Elle est située sur le bord oriental de la traînée de lumière de la Voie lactée, presque à cheval sur l'équateur céleste. Son identification est extrêmement difficile, étant très faible. La période la plus propice à son observation est de juin à novembre.
Sh2-77 est un nuage peu étudié, dont la distance serait d'environ 1 200 pc (∼3 910 al) du Soleil. De cette estimation il ressort qu'il s'agit d'un nuage situé à une très haute latitude galactique. En direction de Sh2-77 quelques nuages à grande vitesse sont observés, parmi lesquels [PDS2002] HIPASS HVC 378, aussi connu comme [DBB2002] 106. Les coordonnées de ce nuage sont pratiquement les mêmes et il pourrait s'agir du même objet.